# Municipio de North Lebanon (Pensilvania)
El municipio de North Lebanon  (en inglés: North Lebanon Township) es un municipio ubicado en el condado de Lebanon en el estado estadounidense de Pensilvania. En el año 2000 tenía una población de 10.629 habitantes y una densidad poblacional de 242.9 personas por km².

## Geografía
El municipio de North Lebanon se encuentra ubicado en las coordenadas 40°22′00″N 76°21′59″O / 40.36667, -76.36639.

## Demografía
Según la Oficina del Censo en 2000 los ingresos medios por hogar en la localidad eran de $43,409 y los ingresos medios por familia eran $49,517. Los hombres tenían unos ingresos medios de $33,590 frente a los $23,807 para las mujeres. La renta per cápita para la localidad era de $18,654. Alrededor del 4,3% de la población estaban por debajo del umbral de pobreza.